# University College Dublin
 (juin 2018).
Pour les articles homonymes, voir University College.
University College Dublin (UCD ; en irlandais : An Coláiste Ollscoile, Baile Átha Cliath) est une université irlandaise, dont le siège est à Dublin.

## Historique
Elle est fondée en 1851 par Paul Cullen et John Henry Newman sous le nom de Catholic University of Ireland, pour lutter contre l'influence des universités Queen's University of Ireland et Trinity College qui étaient des universités protestantes. En 1881, en raison du Royal Universities Act, l'université est renommée University College Dublin. En 1908, l'université obtient sa propre charte et est incorporée comme une faculté constitutive de la National University of Ireland. En application de l'Universities Act de 1997, l'université est constituée comme une université autonome au sein du réseau de la National University of Ireland.
D'abord établie sur St Stephen's Green, l'université s'est installée dans les années 1960 sur le site de Belfield, à 5 km au sud du centre de Dublin.
Aujourd'hui[Quand ?] l’université est la plus grande d'Irlande, avec dix facultés et 22 000 étudiants (dont 2 000 étudiants étrangers).
Son équipe de football, University College Dublin Association Football Club est promue de First Division en Premier Division du championnat d’Irlande à l'issue de la saison 2021 en remportant les barrages face à Waterford.

## Personnalités liées à l'université

### Professeurs
Parmi ses professeurs, il y eut le poète Gerard Manley Hopkins, Tom Kettle, qui y fut auparavant étudiant, ainsi que James Joyce.

### Étudiants
- Catherine Day, ancienne secrétaire générale de la Commission européenne
- Charles Haughey, homme d'État irlandais
- Éanna Ní Lamhna, biologiste, consultante en environnement, animatrice de radio et de télévision, auteure et éducatrice irlandaise
- Josephine McNeill, première ambassadrice d'Irlande.
- Flann O'Brien, écrivain
- William McFadden Orr, mathématicien
- Eimear Lambe, rameuse, médaillée de bronze aux Jeux olympiques de 2020
- Paul O'Donovan, rameur, médaillé d'or aux Jeux olympiques de 2020
- Seán Keane, violoniste, membre des Chieftains
- Abeba Birhane, chercheuse en sciences cognitives.